# Нінбург (Саксонія-Ангальт)
Нінбург (нім. Nienburg) — місто в Німеччині, розташоване в землі Саксонія-Ангальт. Входить до складу району Зальцланд.
Площа — 79,10 км2. Населення становить 6053 ос. (станом на 31 грудня 2021).